# Арика (провінція)
Провінція Арика (ісп. Provincia de Arica) — провінція у Чилі у складі регіону Арика-і-Паринакота. Адміністративний центр — місто Арика.
Складається з 2 комун.
Територія — 8726,4 км². Населення — 186 488 жителів. Щільність населення — 21,37 чол./км².

## Географія
Провінція розташована на заході області Арика-і-Паринакота.
Провінція межує:
- На півночі — регіон Такна (Перу)
- На сході — провінція Паринакота
- На півдні — провінція Тамаругаль
- На заході — Тихий океан

## Демографія
Згідно з відомостями, зібраними під час перепису 2002 року. Національним інститутом статистики (INE), населення провінції становить:
| Все населення | 186 488 осіб | 100 % |
| ------------- | ------------ | ----- |
| Міське        | 175 441      | 94,08 |
| Сільське      | 11 047       | 5,92  |
| Чоловіче      | 92 487       | 49,59 |
| Жіноче        | 94 001       | 50,41 |

Щільність населення — 21,37 осіб/км². Населення провінції у відсотках до населення області становить 98,34%.

### Релігійний склад
| Релігійна належність | Католики | Євангелісти | Свідки Єгови | Юдеї | Мормони | Православні | Інші | Атеїсти, агностики |
| Відсоток             | 69,83    | 12,27       | 2,58         | 0,11 | 1,93    | 0.05        | 4,23 | 8,94               |
| -------------------- | -------- | ----------- | ------------ | ---- | ------- | ----------- | ---- | ------------------ |

## Адміністративний поділ
Провінція включає в себе 2 комуни:
- Арика. Адміністративний центр — Арика.
- Камаронес. Адміністративний центр — Куя.

## Найбільші населені пункти провінції
| № | Населений пункт            | Категорія | Населення осіб (2002) | Чоловіче населення осіб | Жіноче населення осіб | Територія км² |
| - | -------------------------- | --------- | --------------------- | ----------------------- | --------------------- | ------------- |
| 1 | Арика                      | Місто     | 175441                | 85815                   | 89626                 | 41,89         |
| 2 | Сан-Мігель-де-Асапа        | Селище    | 832                   | 414                     | 418                   | н/д           |
| 3 | Вілья-Фронтера (Чакальюта) | Селище    | 370                   | 206                     | 164                   | н/д           |

| Чилі | Це незавершена стаття з географії Чилі. Ви можете допомогти проєкту, виправивши або дописавши її. |